# Pentti Kaitera

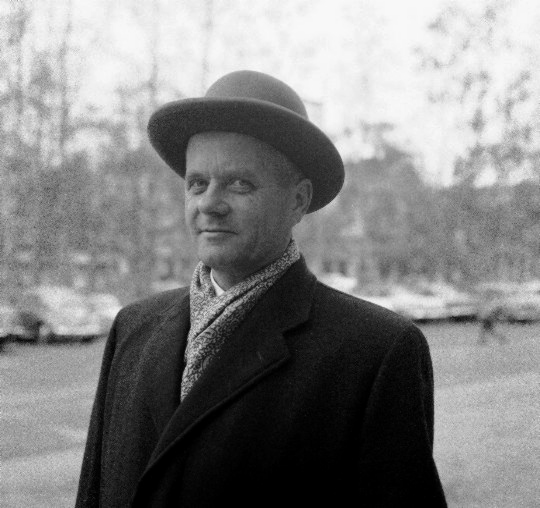
Professor Kaitera år 1959.

Pentti Veikko Kaitera, född 19 november 1905 i Rantasalmi, död 8 juni 1985 i Helsingfors, var en finländsk hydrolog.
Kaitera disputerade 1939 på en avhandling om snösmältning och blev teknologie doktor 1940. Han utnämndes 1942 till professor i lantbrukets vattenhushållning vid Tekniska högskolan i Helsingfors. Han arbetade för att utveckla förhållandena i Finlands norra delar och bidrog bland annat till att det stora järn- och stålverket placerades i Brahestad. Han var även den som huvudsakligen genomdrev grundandet av Uleåborgs universitet och tjänstgjorde som interimistisk rektor i dess begynnelseskede. 